# Carl Burnett
Carl Michael Burnett (* 20. Februar 1941 in Camden, Arkansas) ist ein amerikanischer Jazz- und Funkmusiker (Schlagzeug).

## Leben und Wirken
Burnett begann im Alter von acht Jahren Trompete und Klarinette zu spielen; nur wenige Jahre später wechselte er zu Schlagzeug und Vibraphon. Während des Besuchs der Jefferson High School in Los Angeles unterrichtete ihn Sam Browne; in dieser Zeit gründete er zusammen mit seinem Mitschüler Roy Ayers eine Latin-Jazz-Band, die regional auftrat. In den nächsten Jahren nahm er Unterricht bei Donald Dean.
Seine Karriere als Profimusiker begann er 1960 bei George Morrow, mit dessen Gruppe er bis 1963 im International Hotel auftrat. Zwischen 1963 und 1967 gehörte er zur Band von Cal Tjader. Daneben war er an Aufnahmen von Vince Guaraldi beteiligt und begleitete Marvin Gaye. Zwischen 1968 und 1973 arbeitete er bei The Three Sounds mit Gene Harris, um ab 1973 Freddie Hubbard zu begleiten. In den letzten Lebensjahren von Art Pepper gehörte er zu dessen Band. 1979 nahm er zudem mit John Klemmer und Bob Magnusson das Album Nexus für Arista auf. 1980 legte er mit seinem Quintett bei Discovery sein einziges Album unter eigenem Namen vor. Von 1983 bis 1993 arbeitete er mit Horace Silver. Weiterhin ist er auf Alben von Leroy Vinnegar, Kenny Burrell, Carl Perkins, Eddie Harris, Milcho Leviev, Jack Sheldon, Lorez Alexandria, Sonny Stitt und Bill Watrous zu hören.